# Avenida Grand–Newtown (línea Queens Boulevard)
Avenida Grand – Newtown es una estación en la línea Queens Boulevard del Metro de Nueva York de la División B del Independent Subway System (IND). La estación se encuentra localizada en Elmhurst, Queens entre la Avenida Grand (Grand Avenue) y Broadway. La estación es servida en varios horarios por diferentes trenes del servicio ,  y .